# Ralf Bader
Ralf Bader (* 21. September 1980) ist ein deutscher Handballtrainer und ehemaliger Handballspieler.
Ralf Bader spielte seit seiner Jugend beim VfL Pfullingen, mit dem er 2002 in die 1. Bundesliga aufstieg. Nach dem Abstieg im Jahr 2006 wechselte Bader zum damaligen Regionalligisten TV 1893 Neuhausen, mit dem ihm 2009 der Aufstieg in die 2. Bundesliga und 2012 der Aufstieg in die 1. Bundesliga gelang. Im Sommer 2015 beendete er seine Spielerkarriere.
Ralf Bader war Jugendkoordinator und Trainer der A-Jugend-Handballmannschaft der JSG Echaz-Erms. Ab 2016 trainierte Bader den TSV Neuhausen, der unter seiner Leitung in die 3. Liga aufstieg. Zur Saison 2018/19 wechselte er zum Bundesligisten SG BBM Bietigheim, den er bis zu seiner Freistellung im Februar 2019 trainierte. Zur Saison 2019/20 übernahm er den Drittligisten TV Großwallstadt. Im Jahr 2020 stieg die TVG unter seiner Leitung in die 2. Bundesliga auf. Im März 2022 endete seine Trainertätigkeit beim TVG. Seit dem 16. Oktober 2023 trainiert er den Schweizer Erstligisten HSC Kreuzlingen.
Bader ist diplomierter Sportwissenschaftler.